# Jones (Isabela)
Jones è una municipalità di prima classe delle Filippine, situata nella Provincia di Isabela, nella Regione della Valle di Cagayan.
Jones è formata da 42 baranggay:
- Abulan
- Addalam
- Arubub
- Bannawag
- Bantay
- Barangay I (Pob.)
- Barangay II (Pob.)
- Barangcuag
- Dalibubon
- Daligan
- Diarao
- Dibuluan
- Dicamay I
- Dicamay II
- Dipangit
- Disimpit
- Divinan
- Dumawing
- Fugu
- Lacab
- Linamanan
- Linomot
- Malannit
- Minuri
- Namnama
- Napaliong
- Palagao
- Papan Este
- Papan Weste
- Payac
- Pongpongan
- San Antonio
- San Isidro
- San Jose
- San Roque
- San Sebastian
- San Vicente
- Santa Isabel
- Santo Domingo
- Tupax
- Usol
- Villa Bello